# Isopterygium rubellum
Isopterygium rubellum är en bladmossart som beskrevs av Kyuichi Sakurai 1940. Isopterygium rubellum ingår i släktet Isopterygium och familjen Hypnaceae. Inga underarter finns listade i Catalogue of Life.